# Froggattisca rieki
Froggattisca rieki är en insektsart som beskrevs av Tim R. New 1985. Froggattisca rieki ingår i släktet Froggattisca och familjen myrlejonsländor. Inga underarter finns listade i Catalogue of Life.